# Channon & Sons
E. Channon & Sons war ein britischer Stellmacher und Automobilhersteller in Dorchester.
Von 1903 bis 1906 wurden dort einige wenige Automobile zusammengeschraubt. Lediglich vom Modell 10 HP ist bekannt, dass es mit einem Zweizylindermotor ausgestattet war.